# DevilDriver
DevilDriver je američki groove metal sastav. 
Osnovao ga je Dez Fafara zajedno s gitaristima Evan Pitts i Jeff Kendrick, basistom Jon Miller i tada gitaristom John Boecklin nakon što je 2003. godine napustio Coal Chamber. Sastav se u početku zvao Deathride, no pošto je to već bilo ime mnogih sastava, promijenili su ime u DevilDriver, koje se odnosi na zvona koja su talijanske vještice koristile pri tjeranju zlih duhova.

## Povijest

### Sastav
Jon Miller je kao petnaestogodišnjak osnovao sastav zajedno s gitaristom Jeff Kendrick i bubnjarom John Boecklin. Sastav se zvao Area 51 te su svirali obrade pjesama Metallice, Sepulture, Slayera i Pantere. Njih trojica su upoznali Fafaru, tada još pjevača Coal Chambera, tijekom njegova snimanja albuma Dark Days 2002 godine. Fafara se nakon toga preselio u Santa Barbaru, gdje je organizirao mnoge roštilje na koje je pozivao glazbenike sličnog glazbenog ukusa, što je na kraju dovelo do stvaranja DevilDrivera. Fafara je upoznao Pittsa u obližnjem restoranu, a kad je Pitts primljen u sastav, Boecklin je prešao s gitare na bubnjeve.
Sastav se isprva nazvao Deathride, međutim, zbog prevelike popularnosti imena moralo je biti promijenjeno. Članovi sastava su smislili preko dvije tisuće imena, no nijedan nije zvučao dovoljno originalno. Fafarina žena Anahstasia je imala knjigu talijanskog pisca o čarobnjaštvu Raven Grimassi zvanu Stregheria, u kojoj je naišla na pojam "devidriver". Pojam označava zvona kojim su talijanske vještice tjerale zloduhe. Fafara je prihvatio ime, jer mu je zvučalo prikladno. Logo sastava je Križ Zbunjenosti, koji postoji već tisuće godina, a znači sumnju u sve oko sebe.

### DevilDriver (2003./2004.)
Slično kao i ime sastava, i prvi album je mijenjao ime. Sam Fafara je izjavio da je ime mijenjano iz tisuće različitih razloga. Nakon mijenjanja iz Thirteen u Straight To Hell, na kraju je odlučeno da se album jednostavno zove DevilDriver. Album je izašao 23. listopada 2003., pod producentskom kućom Roadrunner. Kritičarima se album nije svidio, međutim, dobio je prolaznu ocjenu. Krititičar Allmusica Johnny Loftus je rekao da pjesme "Die (And Die Now)" i "Swinging The Dead" izvlače album iz grupe totalnih promašaja i da se nada kako će ubuduće sastav svirati manje komercijalnu glazbu.
Gitarist Evan Pitts, koji je napisao 90% glazbe za taj album, napustio je sastav, a na njegovo mjesto je došao Mike Spreitzer.

### The Fury Of Our Makers Hand (2005./2006.)
Godine 2005. sastav se vratio u studio. Drugi album je sniman u El Pasu u Teksasu, jer su htjeli biti izolirani od ostatka svijeta tijekom snimanja albuma. Napisali su 30 pjesama za novi album, od kojih je 15 uščo u uži izbor. Tih 15 pjesama je odmah snimano, jer je producent Colin Richardson htio što prije snimiti album.
Naziv albuma The Fury of Our Maker's Hand odnosi se na Fafarinu "buru" od života posljednjih desetak godina. Album je izdan 28. lipnja 2005. i debitirao je Billboard 200 top listi na 117 mjestu. Album je prodan u 10 402 primjerka u prvom tjednu prodaje. Na Top Heatseekers top listi zasjeo je na prvo mjesto.
Johnny Loftus iz Allmusica je album opisao kao "istinski debitanski album iz drugog pokušaja", i da je sastav "napravio ogroman preokret za razliku od prvog albuma". Dom Lawson iz Kerrang! je rekao da album "daje svjež i uzbuđujući pristuo modernom metalu".
Sastav je imao mnoge turneje na kojima je promovirao album, svirali su u SAD, Europi i Australiji, uz sastave poput In Flames, Fear Factory i Machine Head.
31. listopada 2006. je reizdan album s 3 bonus pjesme, "Unlucky Thirteen", "Guilty As Sin" i "Digging Up The Corpses" koja je bila i na soundtracku za film Resident Evil: Apocalypse.

### The Last Kind Words (2007./2008.)
Treći album je izdan 16. lipnja 2007. u Australiji, 19. lipnja u Velikoj Britaniji, a tek 31. srpnja u SAD-u. Za snimanje albuma, sastav se ponovo izolirao u Texasu. Spot prve pjesme s albuma "Not All Who Wander Are Lost" je režirao Nathan Cox, čija je karijera započela s režiranjem spota Coal Chamberove pjesme "Loco". Cox je spot režirao besplatno, kao svojevrsnu otplatu duga. Album je debitirao s pjesmom "Horn Of Betrayal" 16. svibnja na radio postajama.
The Last Kind Words je bio 48. na Billboard 200 top listi, s preko 14 000 primjeraka prodanih u prvih tjedan dana.
Sastav je ponovno svirao na mnogim turnejama u svrhu promocije novog albuma. Na Download Festivalu Doningtonu svirali su sa sastavima Linkin Park, Iron Maiden i My Chemical Romance. Na Gigantuoru su svirali sa sastavima Lacuna Coil, Static-X i Megadeth. Također su svirali na Ozzfestu 2007.
Četvrti studijski album Pray for Villains objavili su 14. srpnja 2009., a njihov najnoviji Beast službeno je objavljen 22. veljače 2011.

## Utjecaji
Metallica, Slayer, Opeth i In Flames su sastavi koji su imali jakog utjecaja na Jona Millera, kao i sastavi s kojima idu na turneje. Dez Fafara kaže da su na njega imali najviše utjecaja "ljudi s dubokim glasom", najviše Motörhead i Johnny Cash, dok su za Boecklina su najutjecajniji sastavi Primus i Ministry, te album Metallice ...And Justice for All.

## Članovi sastava
Sadašnja postava
- Dez Fafara - vokal
- Mike Spreitzer - gitara
- Jeff Kendrick - gitara
- Jon Miller - bass
- John Boecklin - bubnjevi, dodatna gitara

Bivši članovi
- Evan Pitts - gitara

## Diskografija
Studijski albumi
- DevilDriver (2003.)
- The Fury of Our Maker's Hand (2005.)
- The Last Kind Words (2007.)
- Pray for Villains (2009.)
- Beast (2011.)
- Winter Kills (2013.)
- Trust No One (2016.)
- Dealing with Demons I (2020.)

## Vanjske poveznice
- Službena stranica